# Farstrup Sogn
Farstrup Sogn er et sogn i Aalborg Vestre Provsti (Aalborg Stift).
I 1800-tallet var Lundby Sogn anneks til Farstrup Sogn. Begge sogne hørte til Slet Herred i Aalborg Amt. Trods annekteringen var de to selvstændige sognekommuner. Ved kommunalreformen i 1970 blev både Farstrup og Lundby indlemmet i Nibe Kommune, der ved strukturreformen i 2007 indgik i Aalborg Kommune. 
I Farstrup Sogn findes Farstrup Kirke og herregården Vår, som i 1600-tallet drev færgefart fra Stavn over Limfjorden.
I sognet findes følgende autoriserede stednavne:
- Barmer Vestermark (bebyggelse)
- Bavnehøj (areal)
- Bollerup (bebyggelse)
- Bromark Gårde (bebyggelse)
- Farstrup (bebyggelse, ejerlav)
- Fløj (bebyggelse)
- Fredensbjerg (bebyggelse)
- Hagedyb (vandareal)
- Hornsgård Holm (areal)
- Krastrup (bebyggelse, ejerlav)
- Kyø Holm (areal, ejerlav)
- Kølby (bebyggelse, ejerlav)
- Lundgårde (bebyggelse, ejerlav)
- Marbjerg (areal)
- Nørregårds Mark (bebyggelse)
- Nørrekær (areal, ejerlav)
- Skovbakke (areal)
- Stavn (bebyggelse, ejerlav)
- Stavn Mark (bebyggelse)
- Stenild Høj (areal)
- Vester Tanbæk (vandareal)
- Viderupkær (bebyggelse, ejerlav)
- Vår (bebyggelse, ejerlav, landbrugsejendom)
- Vår Enge (areal)
- Vår Holm (areal, ejerlav)
- Vår Mark (bebyggelse)
- Vår Skov (areal, bebyggelse)
- Vår Å (vandareal)
- Ørsnæs Gårde (bebyggelse, ejerlav)
- Øster Tanbæk (vandareal)

Vest for Kølby lå Kølby sø, som i slutningen af 1800-tallet blev afvandet og opdyrket. Vandet ledes nu gennem Dybvad Å.